# SUMF2
Il fattore modificatore della solfatasi-2 è un enzima che negli umani è codificato dal gene SUMF2.
L'attivazione di quest'enzima può avvenire solo a contatto con un amminoacido molto specifico, la C-α-formoglicina (FGly): questo è il residuo catalitico della solfatasi eukaryotica, ed è generato dalla cisteina dall'azione del SUMF1 nel lumen del reticolo endoplasmatico.